# Jake Busey
Jake Busey (né William Jacob Busey), est un acteur américain, né le 15 juin 1971 à Los Angeles.

## Biographie
Jake Busey est né le 15 juin 1971 à Los Angeles. Il est le fils de l'acteur américain Gary Busey et de Judy Helkenberg.
Il a une soeur, Alectra Busey, née en 1994.

### Vie privée
Il est en couple avec April Hutchinson. Ils ont une fille, Autumn Rosalia Busey, née le 30 juillet 2012.

## Filmographie

### Cinéma

#### Longs métrages
- 1978 : Le Récidiviste (Straight time) d'Ulu Grosbard : Henry Darin
- 1982 : La Vengeance mexicaine (Barbarosa) de Fred Schepisi : Un homme
- 1989 : Hider in the House (en) de Matthew Patrick : Tom adolescent (voix)
- 1993 : Shimmer de John Hanson : Richard Halverson
- 1994 : I'll Do Anything de James L. Brooks : Le conducteur viré par Burke
- 1994 : S.F.W. de Jefery Levy : Morrow Streeter
- 1994 : PCU (en) d'Hart Bochner : Mersh
- 1994 : Les allumés (The Stöned Age) de James Melkonian (en) : Jimmy Muldoon
- 1995 : Windrunner de William Clark : Dave Promisco
- 1996 : Twister de Jan de Bont : Un technicien du laboratoire mobile
- 1996 : Fantômes contre fantômes (The Frighteners) de Peter Jackson : Johnny Charles Bartlett
- 1997 : Contact de Robert Zemeckis : Joseph
- 1997 : Starship Troopers de Paul Verhoeven : Ace Levy
- 1997 : Quiet Days in Hollywood (en) de Josef Rusnak : Curt
- 1998 : Méli-Mélo (Home Fries) de Dean Parisot : Angus Montier
- 1998 : Ennemi d'État (Enemy of the State) de Tony Scott : Krug
- 1999 : Held Up (en) de Steve Rash : Beaumont
- 1999 : Tail Lights Fade (en) de Malcolm Ingram (en) : Bruce
- 2001 : Tomcats de Gregory Poirier : Kyle Brenner
- 2001 : Fast Sofa (de) de Salomé Breziner (en) : Rick Jeffers
- 2002 : Les 20 Premiers Millions (The First $20 Million Is Always the Hardest) de Mick Jackson : Darrell
- 2003 : Identity de James Mangold : Robert Maine
- 2003 : Hitcher 2 de Louis Morneau : Jack, l'auto-stoppeur
- 2003 : Lost Junction (en) de Peter Masterson : Matt
- 2004 : Un Noël de folie ! (Christmas with the Kranks) de Joe Roth : Officier Treen
- 2005 : The Rain Makers de Ray Ellingsen : Shaw
- 2006 : Road House 2 (Road House 2: Last Call) de Scott Ziehl : Wild Bill
- 2006 : Petits suicides entre amis (Wristcutters: A Love Story) de Goran Dukić : Brian
- 2006 : Broken d'Alan White : Vince
- 2008 : Play Dead (en) de Jason Wiles : Merle Jones
- 2008 : Time Bomb d'Erin Berry : Jason Philby
- 2010 : The Killing Jar de Mark Young : Greene
- 2011 : Cross de Patrick Durham : Backfire
- 2012 : Le Chihuahua de Beverly Hills 3 (Beverly Hills Chihuahua 3: Viva la Fiesta!) de Lev L. Spiro : Oscar (voix)
- 2012 : Nazis at the Center of the Earth de Joseph J. Lawson : Dr Adrian Riestad
- 2012 : Crazy Eyes d'Adam Sherman : Dan Drake
- 2013 : Paranormal Movie de Kevin P. Farley : Le beau-père
- 2013 : Don't Pass Me By d'Eric Priestley : Fred Norwick
- 2013 : Sparks de Todd Burrows et Christopher Folino : Sledge
- 2013 : Peace and Riot de Damion Stephens : Richard
- 2014 : Ultimate Endgame (Wicked Blood) de Mark Young : Bobby Stinson
- 2014 : Alongside Night de J. Neil Schulman : Le président des Etats-Unis
- 2014 : Last Chance Hotel (Reaper) de Philip Wen-Han Shih : Bill
- 2015 : Most Likely to Die d'Anthony DiBlasi : Tarkin
- 2015 : Good Ol' Boy de Frank Lotito : Officier Dick
- 2015 : Fractured de Lance Kawas : Détective James Harding
- 2016 : Last Man Club de Bo Brinkman : Diamond Jim
- 2016 : Death Valley (Deserted) d'Ashley Avis : Clay
- 2016 : Enclosure de Patrick Rea : Sean
- 2016 : Expendable Assets de Tino Struckmann : Tony
- 2017 : Dead Again in Tombstone - Le Pacte du Diable (Dead Again in Tombstone) de Roel Reiné : Colonel Jackson Boomer
- 2017 : L'Attaque des fourmis géantes (Dead Ant) de Ron Carlson : Merrick
- 2017 : Swing State de Jonathan Sheldon : Woody Woodrow
- 2017 : Area of Conflict de Tino Struckmann : Tony
- 2018 : The Predator de Shane Black : Sean Keyes
- 2018 : A Boy Called Sailboat de Cameron Nugent : Bing
- 2019 : Ghost in the Graveyard de Charlie Comparetto : Charlie Sullivan
- 2019 : Adventures of Dally & Spanky de Camille Stochitch : Aaron
- 2020 : Soldier's Heart de Michael Feifer : Capitaine McCalister
- 2020 : Divos! de Ryan Patrick Bartley : Mr Kelly
- 2022 : Shooting Star de Michael Feifer : Mr York
- 2022 : Pig Killer de Chad Ferrin : Willy
- 2023 : Bluegrass Spirits de Jonny Walls : Nicholas
- 2023 : A Gettysburg Christmas de Bo Brinkman : Sam
- 2023 : Scalper de Chad Ferrin : Détective Hayden
- 2024 : Guns & Moses de Salvador Litvak : Owen Gibbons

#### Courts métrages
- 1994 : The Foot Shooting Party (de) d'Annette Haywood-Carter : Tree
- 2004 : The Tao of Pong d'Eli Craig : Maurice
- 2012 : Abraham Lincoln: Vampire Hunter Sequels de Nick Corirossi et Charles Ingram : Teddy Roosevelt
- 2015 : Tomato d'Ewan Gotfryd : L'homme
- 2016 : No Touching d'Adam Davis et Will Corona Pilgrim : Carp

### Télévision

#### Séries télévisées
- 1992 : Doute cruel (Cruel Doubt) : Un étudiant
- 1994 : Rebel Highway : Jake
- 1994 : Les Contes de la crypte (Tales from the Crypt) : Frank
- 1999 - 2000 : Shasta : Dennis
- 2002 : Jeremiah : Jack
- 2002 : La Treizième Dimension (The Twilight Zone) : Vince Hansen
- 2003 : Fastlane : Johnny "O" Oregano
- 2003 : Karen Sisco : Peter Dillard
- 2004 : Charmed : Nigel
- 2005 : Sex, Love and Secrets : Ray Foley
- 2007 : Les Experts : Miami (CSI: Miami) : Phillip Craven
- 2008 : Comanche Moon : Tudwal
- 2009 : Mentalist (The Mentalist) : Vern Nichols
- 2010 : Sons of Tucson : Tony
- 2010 : Bailey et Stark (The Good Guys) : Brody
- 2011 : Les Experts : Manhattan (CSI: NY) : Randy Davis
- 2011 : The Closer : L.A. enquêtes prioritaires (The Closer) : Eric Shaw
- 2011 : Good Vibes : Turk (voix)
- 2012 : The Finder : Bobby, le jumeau
- 2012 : Franklin and Bash : Dr Doug
- 2013 : Psych : Enquêteur malgré lui (Psych) : Un agent du FBI
- 2014 : Perception : Jeff
- 2014 - 2016 : Une nuit en enfer, la série (From Dusk till Dawn: The Series) : Mitch Tanner
- 2015 : Justified : Lewis Mago
- 2015 : Texas Rising : Samuel Wallace
- 2017 : Ray Donovan : Chef Dave
- 2017 : Freakish : Earl
- 2017 : Day 5 : Carl
- 2018 : NCIS : Enquêtes spéciales (NCIS) : Whit Dexter
- 2018 : Marvel : Les Agents du SHIELD (Marvel's Agents of S.H.I.E.L.D.) : Tony Caine
- 2019 : Mr. Robot : Freddy Lomax
- 2019 : Stranger Things : Bruce Lowe
- 2019 : Los Angeles Bad Girls (L.A.'s Finest) : Pasteur Duvall
- 2019 : Swamp Thing : Shaw
- 2022 : The Rookie: Feds : Rusty Filmore

#### Téléfilms
- 1994 : Motorcycle Gang de John Milius : Jake
- 1998 : Black Cat Run de D. J. Caruso : Député Norm Babbitt
- 2005 : La Guerre des mondes (H.G. Wells's War of the Worlds) : Lieutenant Samuelson
- 2005 : Code Breakers (en) de Rod Holcomb : Straub
- 2006 : Death Row de Kevin VanHook : Marco
- 2015 : Un duo d'enfer pour noël (A Christmas Reunion) de Sean Olson : Dylan Carruthers
- 2023 : Chaos on the Farm de Derek Sulek : Lawrence

### Jeu vidéo
- 2012 : Spec Ops: The Line : L'animateur radio (voix)